# Святодухівська вулиця
Ву́лиця Святодухівська — вулиця в Деснянському районі міста Києва, селище Троєщина. Пролягає від вулиці Митрополита Володимира Сабодана до вулиці Інтернаціонального легіону. Продовженням є Чурилівська вулиця.

## Історія
Виникла у 1-й половині XX століття. Носила назву на честь українського радянського письменника Н. С. Рибака (1913–1978).